# 生物倍增
生物倍增（德語：Bio-Dopp），是一种一体化的污水生化处理工艺。原始设计理念形成于上世纪70年代，是德国 Engelbart 博士及其科研团队在长期水处理工程实践中提取多种生化工艺的优点，结合了氧化沟的全液内回流及一体化结构理念，利用A2O的不同功能分区形式，借助CASS工艺前置生物选择区模式，辅以高效的曝气技术，通过创新的空气提推技术作为源动力，将除碳、脱氮、除磷、沉淀等功能结合在一起的高效生物处理工艺。
生物倍增它具有投资适中，占地少、能耗低、工艺稳定性高、抗冲击能力强及运营管理简便等特点，针对高浓度难降解工业废水具有一定优势。该工艺已在中石油、中石化、河南煤化工、大唐能化等多家石化和煤化工企业的污水处理项目中得到应用，在市政污水BOT项目和工业园区项目中，也得到广泛应用，具有不俗的处理效果和节能收益。